# Diode laser à silicium
Une diode laser à silicium est une diode laser de taille micrométrique dont le guide d'ondes est découpé dans le silicium.

## Historique
Ce type de diodes laser a été développé pour la première fois par Intel en 2006.

## Fonctionnement
La génération du rayonnement se fait dans une diode en phosphure d'indium. La lumière ainsi générée est rendue cohérente dans un guide d'ondes en silicium d'une dizaine de µm de largeur grâce à la diffusion Raman.

## Fabrication
Les procédés de fabrication des dispositifs à semi-conducteurs sont utilisés pour le guide d'ondes. La fixation du phosphure d'indium au silicium se fait par adhérence : un plasma froid d'oxygène est appliqué sur les 2 parties, créant une couche de 25 atomes d'oxygène, qui va maintenir le silicium et le phosphure d'indium ensemble.

## Applications
Aucune application n'est connue à ce jour. La miniaturisation et l'utilisation de procédés de fabrication standard font espérer une utilisation généralisée pour la transmission et le calcul numériques (processeur optique ODSP). Néanmoins cette technologie n'est pas industrialisée à ce jour et reste au stade de prototype.